# سی‌امین دوره جشنواره بین‌المللی فیلم فجر

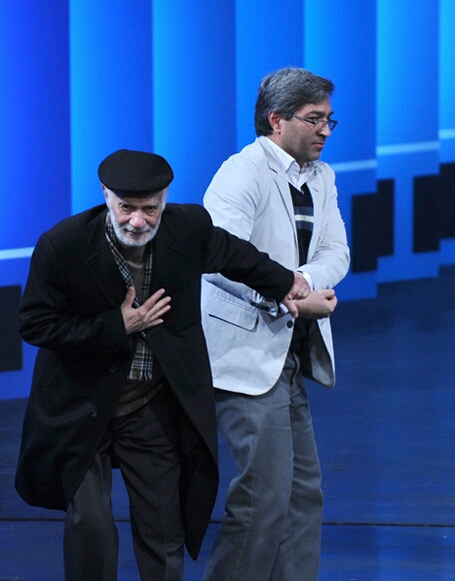
ناصر گیتی‌جاه در سی‌اُمین دورهٔ جشنوارهٔ فیلم فجر، ۱۳۹۰

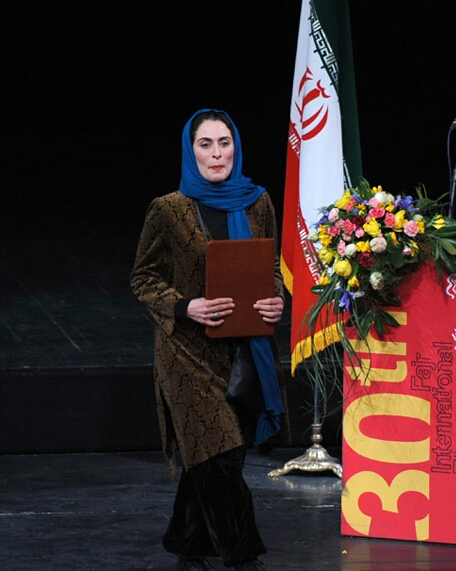
بهناز جعفری در سی‌امین دورهٔ جشنوارهٔ فیلم فجر، ۱۳۹۰

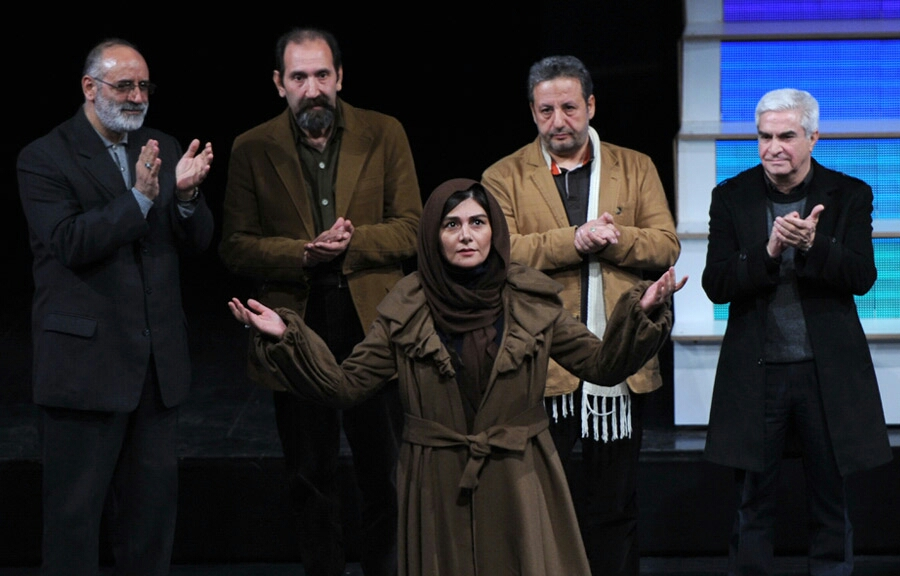
هنگامه قاضیانی در سی‌امین دورهٔ جشنوارهٔ فیلم فجر، ۱۳۹۰

سی‌امین دورهٔ جشنوارهٔ فیلم فجر از ۱۲ تا ۲۲ بهمن ۱۳۹۰ در تهران برگزار گردید. یدالله صمدی، مجید انتظامی، داوود میرباقری، ابوالقاسم طالبی، احمدرضا معتمدی، داوود رشیدی، علیرضا رئیسیان، اسفندیار شهیدی و جمال شورجه داوری این دوره را بر عهده داشتند.

## برندگان و نامزدها

### دیپلم افتخار
- بهترین تصویربرداری به محمد لطفیان برای فیلم مستند وقتی ابرها پایین می‌آیند تقدیم شد.
- بهترین کارگردانی به مانی حقیقی برای مهرجویی کارنامهٔ چهل‌ساله تقدیم شد.
- بهترین تدوین مستند برای اپیزود هملت در مجموعهٔ کهریزک چهار نگاه
- بهترین فیلم مستند به فتح الله امیری برای در جستجوی پلنگ ایرانی
- بهترین تحقیق و پژوهش در بخش مستند به ارد عطارپور و سعید ملیح برای فیلم مستند خلیج فارس

### سیمرغ بلورین
مستندها
- بهترین فیلم مستند: سیمرغ بلورین: «در جستجوی پلنگ ایرانی» فتح الله امیری و صداوسیمای مرکز مازندران

دیگر نامزدها: «مهرجویی کارنامه چهل ساله» مانی حقیقی، فرهاد توحیدی، «بهترین مجسمه دنیا» حبیب احمدزاده
- بهترین کارگردانی: سیمرغ بلورین: مانی حقیقی برای «مهرجویی کارنامه چهل ساله»

دیگر نامزدها: «بهترین مجسمه دنیا» حبیب احمدزاده، «در جستجوی پلنگ ایرانی» فتح الله امیری، «اپیزود هملت در مجموعهٔ کهریزک چهارنگاه» محسن امیریوسفی، «خلیج فارس» ارد عطارپور
- بهترین تصویربرداری: دیپلم افتخار: محمد لطیفیان برای «وقتی ابرها پایین می‌آیند»

دیگر نامزدها: «البرز» ارسطو مداحی گیوی، «دیلمان بهشت نیاکان» محمدرضا قوام‌پور
- بهترین تدوین: دیپلم افتخار: بهمن کیارستمی و پیمان خاکسار برای «اپیزود هملت در مجموعه کهریزک چهارنگاه»

دیگر نامزدها: «بهترین مجسمه دنیا» مجید شتی، «وقتی ابرها پایین می‌آیند» معین کریم‌الدینی و «مهرجویی کارنامه چهل ساله» بهمن کیارستمی، پیمان خاکسار و مانی حقیقی
- بهترین تحقیق و پژوهش: دیپلم افتخار: ارد عطارپور و سعید ملیح برای «خلیج فارس»

دیگر نامزدها: «۱۵۵۹» محمدرضا ابوالحسنی، «در جستجوی پلنگ ایرانی» باقر نظامی بلوچی، محمدصادق فرهادی‌نیا، یزدان سینکایی، رحمان اسحاقی تیموری.
جایزه ویژه هیئت داوران بخش مستند: «بهترین مجسمه دنیا» حبیب احمدزاده
- بهترین فیلم از نگاه تماشاگران بخش بین‌الملل به اعتراض
- بهترین فیلم مستند به حبیب احمدزاده برای مستند بهترین مجسمه دنیا
- فیلم منتخب مردمی در بخش بین‌الملل به محمدعلی باشه‌آهنگر برای ملکه

### سودای سیمرغ
| بهترین فیلم | بهترین کارگردانی |
| --- | --- |

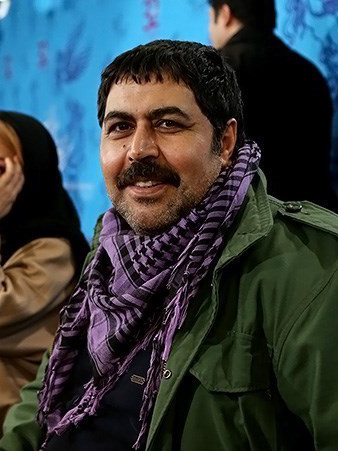
فرهاد اصلانی، برندهٔ سیمرغ بلورین بهترین بازیگر نقش اول مرد

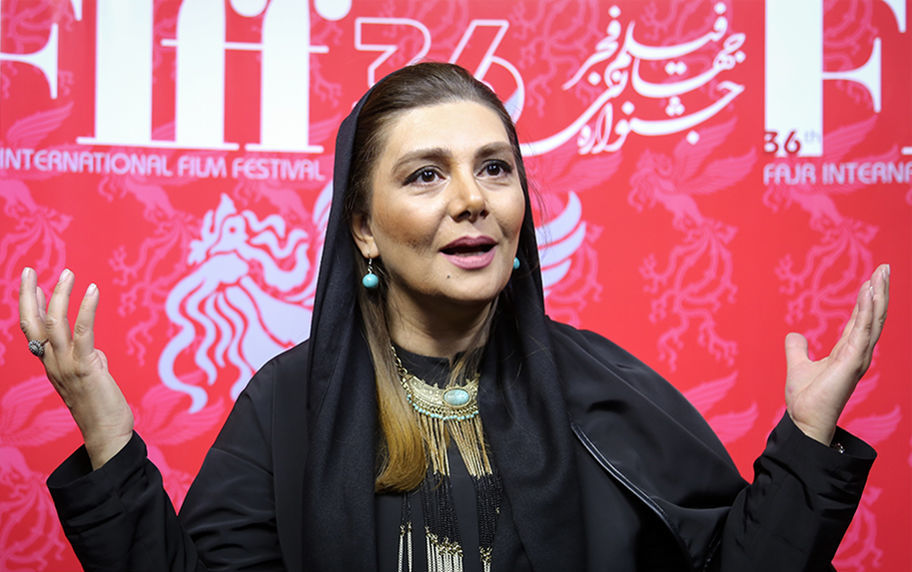
هنگامه قاضیانی، برندهٔ سیمرغ بلورین بهترین بازیگر نقش اول زن

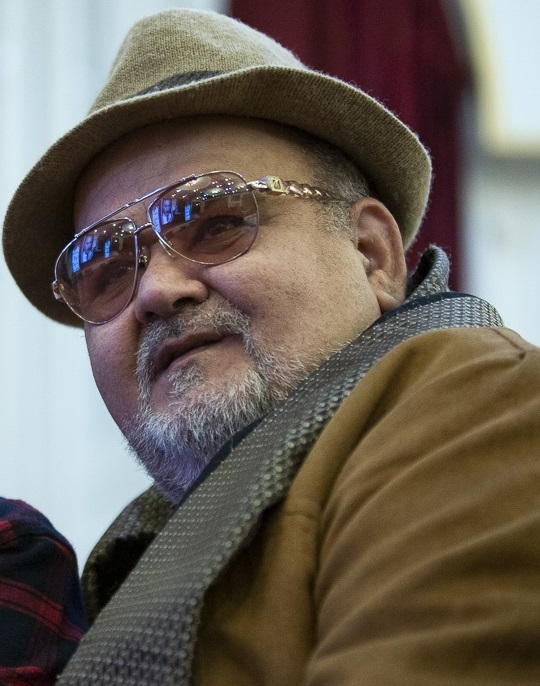
اکبر عبدی، برندهٔ سیمرغ بلورین بهترین بازیگر نقش مکمل مرد

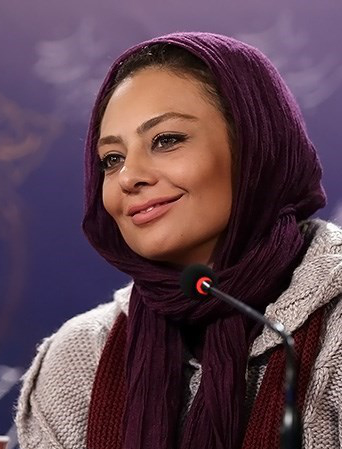
یکتا ناصر، برندهٔ سیمرغ بلورین بهترین بازیگر نقش مکمل زن

| سیمرغ بلورین اعطا نشد. - ضد گلوله – رضا رخشان (دیپلم افتخار) - روزهای زندگی – سعید سعدی (دیپلم افتخار) - ملکه – سید ابوالقاسم حسینی - نارنجی‌پوش – داریوش مهرجویی - پل چوبی – مهدی داوری و علی سرتیپی - بوسیدن روی ماه – منوچهر محمدی | - پرویز شیخ‌طادی – روزهای زندگی - داریوش مهرجویی – نارنجی‌پوش - محمدعلی باشه‌آهنگر – ملکه - همایون اسعدیان – بوسیدن روی ماه - مانی حقیقی – پذیرایی ساده                                                                  |
| بهترین بازیگر نقش اول مرد | بهترین بازیگر نقش اول زن |
| - فرهاد اصلانی – خرس و زندگی خصوصی - حمید فرخ‌نژاد – گشت ارشاد و روزهای زندگی - رضا عطاران – خوابم می‌آد - حسین یاری – یک سطر واقعیت - میلاد کیمرام – ملکه - مصطفی زمانی – یک عاشقانه ساده                                             | - هنگامه قاضیانی – روزهای زندگی (سیمرغ بلورین) - بهناز جعفری – تلفن همراه رئیس‌جمهور (دیپلم افتخار) - لیلا حاتمی – نارنجی‌پوش - ترانه علیدوستی – پذیرایی ساده - مهناز افشار – پل چوبی - شیرین یزدان‌بخش – بوسیدن روی ماه |
| بهترین بازیگر نقش مکمل مرد | بهترین بازیگر نقش مکمل زن |
| - اکبر عبدی – خوابم می‌آد - حمیدرضا آذرنگ – ملکه - ساعد سهیلی – گشت ارشاد - افشین هاشمی – بی‌خداحافظی - پولاد کیمیایی – گشت ارشاد - احمد مهرانفر – یک عاشقانه ساده                                                                     | - یکتا ناصر – یکی می‌خواد باهات حرف بزنه - ویشکا آسایش – برف روی کاج‌ها - شبنم مقدمی – بوسیدن روی ماه - میترا حجار – نارنجی‌پوش - بیتا فرهی – در انتظار معجزه                                                            |
| بهترین فیلمنامه | بهترین موسیقی متن |
| - مصطفی کیایی – ضد گلوله - همایون اسعدیان – بوسیدن روی ماه - پرویز شیخ‌طادی – روزهای زندگی - محمدرضا گوهری و محمدعلی باشه آهنگر – ملکه - وحیده محمدی‌فر و داریوش مهرجویی – نارنجی‌پوش                                                   | - حسین علیزاده – ملکه (سیمرغ بلورین) - ناصر چشم‌آذر – گشت ارشاد (دیپلم افتخار) - محمدرضا علیقلی – روزهای زندگی - فردین خلعتبری – یک روز دیگر - بردیا کیارس – سلام بر فرشتگان                                           |
| بهترین صداگذاری | بهترین صدابرداری |
| - محمدرضا دلپاک – خرس (سیمرغ بلورین) - فرامرز ابوالصدق – روزهای زندگی (دیپلم افتخار) - امیرحسین قاسمی – ملکه - پرویز آبنار – بی‌خداحافظی - مهران ملکوتی – ضد گلوله                                                                    | - ساسان نخعی – بوسیدن روی ماه - نظام‌الدین کیایی – نارنجی‌پوش - رضا تهرانی – روزهای زندگی - پرویز آبنار – بی‌خداحافظی - عباس رستگارپور – ملکه                                                                            |
| بهترین طراحی صحنه و لباس | بهترین فیلم‌برداری |
| - عباس بلوندی – ملکه - علی نصیری‌نیا – روزهای زندگی - پروین صفری – پل چوبی - شهرام قدیری‌فر – شور شیرین - لیلا حاتمی – پله آخر | - امیر کرمی – روزهای زندگی (سیمرغ بلورین) - حسن پویا – راه بهشت (دیپلم افتخار) - علیرضا زرین‌دست – ملکه - حسین جعفریان – بوسیدن روی ماه - تورج منصوری – پل چوبی                                                        |
| بهترین چهره‌پردازی | بهترین جلوه‌های ویژه بصری |
| - عباس صالحی – روزهای زندگی - سعید ملکان – ملکه - ایمان امیدواری – خوابم می‌آد - رسول سیدعربی – آمین خواهیم گفت - عبدالله اسکندری – یک عاشقانه ساده                                                                                   | - کامران سحرخیز و امیر سحرخیز و سید هادی اسلامی – سلام بر فرشتگان (سیمرغ بلورین) - حسن ایزدی – ملکه (دیپلم افتخار) - فرهاد یوسفی و سعید حاجی‌میری – بیداری - حسین افشار – راه بهشت - حسین صفا – روزهای زندگی           |
| بهترین تدوین | بهترین جلوه‌های ویژه میدانی |
| - هایده صفی‌یاری – نارنجی‌پوش - واروژ کریم‌مسیحی و مهدی سعدی – روزهای زندگی - سعید شاهسواری – بی‌خداحافظی - مهدی حسینی‌وند – گیرنده - نیما جعفری جوزانی – ضد گلوله                                                                        | - محسن روزبهانی – روزهای زندگی - محسن روزبهانی – ملکه و ضد گلوله - جواد شریفی‌راد – شور شیرین - عباس شوقی – خوابم می‌آد - حمید رسولیان – گشت ارشاد - حمید سلیمانی – راه بهشت                                            |
| جایزه ویژه هیئت داوران | بهترین فیلم از نگاه تماشاگران |
| - داریوش مهرجویی – نارنجی‌پوش | - برف روی کاج‌ها – پیمان معادی |
| بهترین فیلمنامه اقتباسی | بهترین فیلم از نگاه ملی |
| - علی مصفا – پله آخر | - شور شیرین – ابراهیم اصغری |
| جایزه ویژه دبیر جشنواره | |
| - رسول صدرعاملی – در انتظار معجزه | |

### جوایز و نامزدی‌ها
| نامزدی‌ها | فیلم                      |
| -------- | ------------------------- |
| ۱۴       | روزهای زندگی              |
| ۱۳       | ملکه                      |
| ۷        | نارنجی‌پوش                 |
| ۷        | بوسیدن روی ماه            |
| ۵        | ضد گلوله                  |
| ۵        | گشت ارشاد                 |
| ۴        | پل چوبی                   |
| ۴        | خوابم می‌آد                |
| ۴        | بی‌خداحافظی                |
| ۳        | یک عاشقانه ساده           |
| ۳        | راه بهشت                  |
| ۲        | پذیرایی ساده              |
| ۲        | خرس                       |
| ۲        | سلام بر فرشتگان           |
| ۲        | شور شیرین                 |
| ۱        | زندگی خصوصی               |
| ۱        | یک سطر واقعیت             |
| ۱        | تلفن همراه رئیس‌جمهور      |
| ۱        | یکی می‌خواد باهات حرف بزنه |
| ۱        | برف روی کاج‌ها             |
| ۱        | در انتظار معجزه           |
| ۱        | یک روز دیگر               |
| ۱        | پله آخر                   |
| ۱        | آمین خواهیم گفت           |
| ۱        | بیداری                    |
| ۱        | گیرنده                    |

| تعداد جوایز | نام فیلم                  |
| ----------- | ------------------------- |
| ۵           | روزهای زندگی              |
| ۲           | خرس                       |
| ۲           | ملکه                      |
| ۲           | نارنجی‌پوش                 |
| ۱           | زندگی خصوصی               |
| ۱           | خوابم می‌آد                |
| ۱           | یکی می‌خواد باهات حرف بزنه |
| ۱           | ضد گلوله                  |
| ۱           | بوسیدن روی ماه            |
| ۱           | سلام بر فرشتگان           |
| ۱           | شور شیرین                 |
| ۱           | برف روی کاج‌ها             |
| ۱           | پله آخر                   |
| ۱           | در انتظار معجزه           |

### نگاه نو
| بهترین فیلم | بهترین کارگردانی |
| --- | --- |
| - گیرنده – محمد قهرمانی و مرکز گسترش سینمای مستند و تجربی - خوابم می‌آد – محمدرضا تخت‌کشیان و جواد فرحانی - تهران ۱۵۰۰ – محمد ابوالحسنی و عبدالحسین ابوالحسنی - سلام بر فرشتگان – حسن علیمردانی و مرکز گسترش سینمای مستند و تجربی - پنجشنبه آخر ماه – ابراهیم اصغری | - رضا عطاران – خوابم می‌آد (سیمرغ بلورین) - مانلی شجاعی‌فرد – میگرن (لوح تقدیر) - مهرداد غفارزاده – گیرنده - فرزاد اژدری – سلام بر فرشتگان - پیمان معادی – برف روی کاج‌ها                      |
| بهترین فیلمنامه | بهترین بازیگر مرد |
| - اکبر روح و مهرداد موفق یامی و مهرداد غفارزاده – گیرنده (دیپلم افتخار) - علی مینایی و ابراهیم اصغری – پنجشنبه آخر ماه - مجید اسماعیلی – داستان سامرا - پیمان معادی – برف روی کاج‌ها                                                                               | - سعید راد – گیرنده (دیپلم افتخار) - ناصر گیتی‌جاه – خوابم می‌آد (لوح تقدیر) - رضا عطاران – خوابم می‌آد - محمود پاک‌نیت – پنجشنبه آخر ماه - امین حیایی – پیشونی سفید                            |
| بهترین بازیگر زن | بهترین دستاورد فنی و هنری |
| - مهناز افشار – برف روی کاج‌ها (دیپلم افتخار) - نیکی کریمی – من همسرش هستم - باران کوثری – بغض - هنگامه قاضیانی – میگرن - پانته‌آ بهرام – میگرن - آنا نعمتی – یکی میخواد باهات حرف بزنه                                                                             | - گروه جلوه‌های رایانه‌ای – تهران ۱۵۰۰ (دیپلم افتخار) - روانبخش صادقی – فیلادلفی (لوح تقدیر) - سیدمحمود صدیقی – داستان سامرا - امیر سحرخیز، کامران سحرخیز و سید هادی اسلامی – سلام بر فرشتگان |

### مسابقه تبلیغات
| بهترین پوستر | بهترین تیزر و آنونس |
| --- | --- |
| - احسان برابادی – اینجا بدون من (دیپلم افتخار) - امیرشیبان خاقانی – مرهم - بهزاد خورشیدی – یه حبه قند - عبدالمجید خزایی – شکارچی شنبه و آقا یوسف                                      | - مهدی سعدی – اینجا بدون من (دیپلم افتخار) - نازنین مفخم – گل‌چهره - امیرشیبان خاقانی – مرهم - میثم مولایی – یه حبه قند و ورود آقایان ممنوع |
| بهترین عکس | |
| - جواد جلالی – بدرود بغداد (سیمرغ بلورین) - آرزو اتحاد – سیزده ۵۹ (دیپلم افتخار) - مهرداد امینی – ورود آقایان ممنوع - مریم تخت‌کشیان – زندگی با چشمان بسته - مهدی دلخواسته – پایان‌نامه | |

## بزرگداشت‌ها
- داوود رشیدی، بازیگر
- حسین زندباف، تدوین‌گر
- محمد بزرگ‌نیا، کارگردان
- جمال شورجه، کارگردان
- علیرضا زرین‌دست، فیلمبردار